# Automeris iris
Automeris iris är en fjärilsart som beskrevs av Walker 1865. Automeris iris ingår i släktet Automeris och familjen påfågelsspinnare. Inga underarter finns listade i Catalogue of Life.